# Musée du transport de Stockholm
Le musée du transport de Stockholm (Spårvägsmuseet en suédois, signifiant musée du tramway) est un musée qui retrace l'histoire des transports en commun de l'agglomération de Stockholm.

## Histoire
Le musée a été fondé en 1920 par Ernst Hjortzberg, dirigeant de l'entreprise AB Stockholms Spårvägar. Initialement ouvert qu'aux personnels et invités, il déménage en 1944 dans des nouveaux locaux à Tulegatan et s'ouvre au public. De 1963 à 1990, le musée est situé au sein même de la station Odenplan puis est relocalisé dans l'ancien dépôt de bus Söderdepån sur l'île de Södermalm où se trouvait aussi le musée du jouet. A la suite de l'annonce de la destruction du dépôt de bus, le musée se voit une nouvelle fois fermé puis déplacé. Il rouvre en mai 2022 dans le bâtiment 9 du quartier du Gasverket.

## Collection
Riche de presque 70 véhicules et de 500 000 photos la collection retrace l'évolution des mobilités sur route, sur voie ferrée et sur les eaux,.
L'exposition permanente du musée met en scène des véhicules, des images, des documents et des objets liés au différents modes de déplacement au travers du temps. Le musée conserve un certain nombre de matériels ferroviaires et routiers, notamment :
- La voiture de métro 2417 de type C2[8].
- La voiture de métro 1398 et 1399 de type C15[9].
- La voiture de tramway 102 de type A2[10].
- La voiture de tramway 521 de type B11[11].